# 褐翅猪毛菜
褐翅猪毛菜（学名：Salsola korshinskyi），为藜科猪毛菜属下的一个植物种。